# Chiesa di San Pietro Apostolo (Broni)
La chiesa di San Pietro Apostolo, nota anche con il titolo di basilica, è la parrocchiale di Broni, in provincia di Pavia e diocesi di Tortona; fa parte del vicariato di Broni-Stradella.

## Storia
Presumibilmente il primissimo nucleo di un luogo di culto cristiano a Broni risale al III-IV secolo; i reperti più antichi sono però leggermente posteriori, essendo databili al V secolo.
Tra i secoli XII e XIII l'edificio venne ampliato e probabilmente in questa occasione fu anche eretto il campanile, la cui prima attestazione risale al 1249.
La nuova chiesa venne costruita tra il 1518 e il 1560 su disegno dei fratelli Angelo e Bernardino Lonati, due architetti lombardi seguaci del Bramante.
Nel 1627 si procedette alla sopraelevazione della torre campanaria, che nel 1672 venne completata con l'aggiunta della cuspide.
Nel biennio 1774-75 si provvide a rialzare di un metro il pavimento della chiesa in modo da evitarne i frequenti allagamenti: si rese dunque necessario realizzare una scalinata in facciata. Pochi anni dopo, nel 1779 l'edificio venne ingrandito su disegno dell'ingegnere pavese Carlo Francesco Ardemagni.
La cella campanaria, danneggiata dall'evento sismico del 1828, fu restaurata nel 1834, mentre l'anno successivo la facciata fu ricostruita in stile neoromanico seguendo il progetto dell'ingegnere locale Giuseppe Maccabruni.
Nel 1935 venne realizzato il battistero e nel 1953 la chiesa ricevette il titolo di basilica e nel 1967 si provvide a rimodellare la facciata secondo i canoni neoclassicismo in base al disegno dell'architetto Pietro Campora.
Seguendo le usanze postconciliari, nel 1970 la parrocchiale fu dotata dell'ambone e dell'altare rivolto verso l'assemblea.
Tra il 2009 e il 2011 gran parte della chiesa venne interessata da un intervento di risanamento, mentre nel 2013 fu il campanile ad essere restaurato.

## Descrizione

### Facciata
La facciata a salienti della chiesa, rivolta a sudovest, si compone di tre corpi, tutti scanditi da lesene: quello centrale, più alto e coronato dal timpano triangolare, è suddivisioni in due registri da una cornice marcapiano e presenta il portale maggiore, un finestrone e due nicchie, mentre le due ali laterali sono caratterizzate degli ingressi secondari e da due finestroni.
Annesso alla parrocchiale è il campanile a base quadrata, la cui cella presenta su ogni lato una monofora protetta dalla balaustra ed è coronata dalla cuspide curvilinea.

### Interno
L'interno dell'edificio, la cui pianta è a croce latina con transetto e cappelle laterali, si compone di tre navate, separate da pilastri sorreggenti degli archi a tutto sesto, sopra i quali corre la cornice modanata e aggettante su cui si impostano le volte lunettate; al termine dell'aula si sviluppa il presbiterio, rialzato di alcuni gradini, ospitante l'altare maggiore e chiuso dall'abside di forma semicircolare.
Qui sono conservate diverse opere di pregio, tra le quali la pala seicentesca con soggetto il Martirio di San Pietro Apostolo, attribuita a Carlo Preda da Milano, il ciclo pittorico dei Misteri del Rosario, eseguito nel 1611 dal pavese Giovanni Battista Tassinari, la tela ritraente la Battaglia di Lepanto, firmata da Giovanni Giuseppe del Sole, e il ciclo della Vita di San Contardo, realizzato da Giovanni Battista del Sole.